# Jokivarsi (Vantaa)
Pour les articles homonymes, voir Jokivarsi.
Jokivarsi est un quartier du district de Korso à Vantaa en Finlande,.

## Présentation
Jokivarsi est un quartier du nord-est de Vantaa entre la route Lahdenväylä et la rivière Keravanjoki.
Les voisins frontaliers du quartier sont Leppäkorpi, Metsola et Mikkola derrière la Lahdenväylä à l'ouest et Nikinmäki du côté oriental de la rivière,.
La rue Kulomäentie traverse le quartier dans la direction est-ouest, et est prolongée vers l'Est par la rue Sipoontie.
Le quartier est une zone de maisons individuelles,.
Jokivarsi est une crête morainique, où la rivière Keravanjoki s'écoule tranquillement dans son lit est relativement étroit.

## Étymologie
Toute la zone côtière près du Keravanjoki est souvent appelée le bras de la rivière, et donc Kerava a également un quartier du même nom plus au nord (quartier 10)..
De nombreuses routes et ruelles de Jokivarsi portent le nom de poissons ou d'invertébrés..

## Galerie

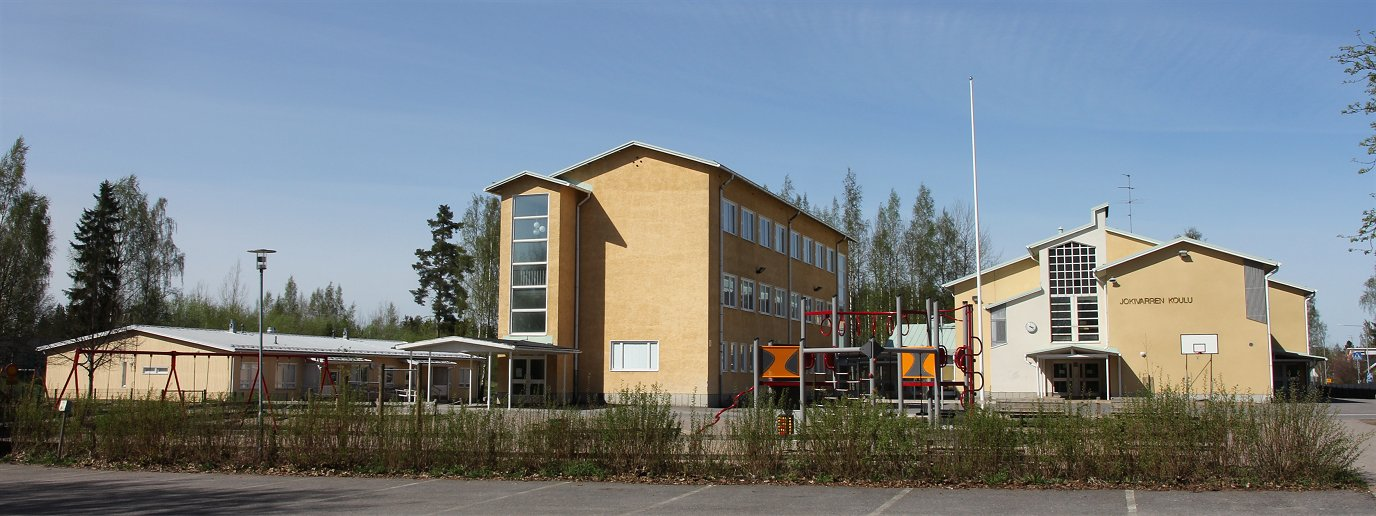
École de Jokivarsi.
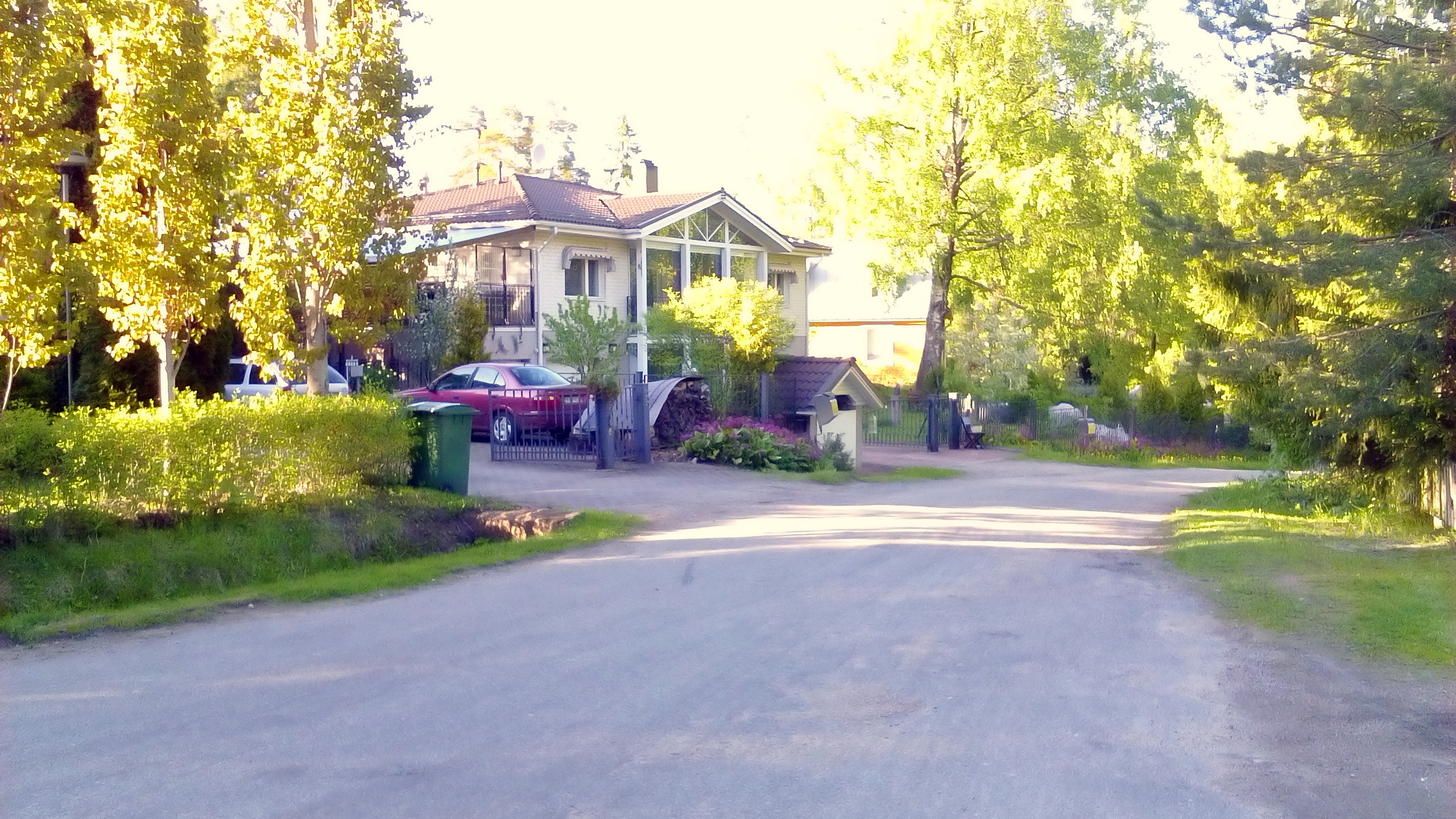
Jokivarsi.